# Marko Mamić
Marko Mamić (* 6. März 1994 in Zagreb) ist ein kroatischer Handballspieler. Er spielt beim deutschen Erstligisten SC DHfK Leipzig. Der Rechtshänder spielt auf der Rückraum-links-Position.

## Vereinskarriere
Von seinem Heimatverein RK Moslavina Kutina wechselte er im Juni 2012 in die Schweiz zu den Kadetten Schaffhausen und erhielt einen Profivertrag über zwei Jahre mit Option für ein weiteres Jahr. Ein erster Erfolg war der Gewinn des Supercups unter dem neuen Trainer Markus Baur. Mit den Kadetten gewann er dann 2014 die Schweizer Meisterschaft und den SHV-Cup, der Meistertitel konnte im Jahr darauf verteidigt werden.
Marko Mamić wechselte zur Saison 2015/16 zum französischen Verein Dunkerque HBGL. Ab der Saison 2017/18 lief er für den polnischen Verein KS Kielce auf und holte dort mit dem Team in beiden Jahren das polnische Double, zusätzlich wurde in der EHF Champions League 2018/19 das Final Four erreicht. Im Sommer 2019 schloss er sich dem deutschen Bundesligisten SC DHfK Leipzig an. Im November 2022 verletzte er sich schwer und fiel für den Rest der Saison 2022/2023 aus.

## Auswahlmannschaften
Daneben war Mamić Spieler der kroatischen Jugend-Nationalmannschaft, mit der er bei der Jugend-Europameisterschaft 2012 und hernach der Jugend-Weltmeisterschaft im August 2013 ins All-Star-Team als bester linker Rückraumspieler gewählt wurde.
Mit der kroatischen Nationalmannschaft nahm er an der Europameisterschaft 2016, den Olympischen Sommerspielen 2016, der Weltmeisterschaft 2017, der Europameisterschaft 2018, der Europameisterschaft 2020, der Europameisterschaft 2022 und an der Weltmeisterschaft 2021 teil. Bei der Weltmeisterschaft 2025 wurde Mamić in allen neun Partien nur in der Abwehr eingesetzt und gewann mit Kroatien die Silbermedaille.

## Erfolge
- Nationalmannschaft
  - Silbermedaille bei der Weltmeisterschaft 2025
  - Teilnahme an der Jugend-EM 2012
  - All-Star Team (Jugend-EM 2012), bester Spieler Rückraum links
  - Teilnahme an der Jugend-WM 2013
  - All-Star Team (Jugend-WM 2013), bester Spieler Rückraum links
- Kadetten Schaffhausen
  - Schweizer Meister 2014, 2015
  - SHV-Cup 2014
- KS Kielce
  - Polnischer Meister 2018, 2019
  - Polnischer Pokal 2018, 2019